# Nedre Lansagölen
Nedre Lansagölen är en sjö i Ronneby kommun i Blekinge och ingår i Ronnebyåns huvudavrinningsområde.